# Rio Jarcom

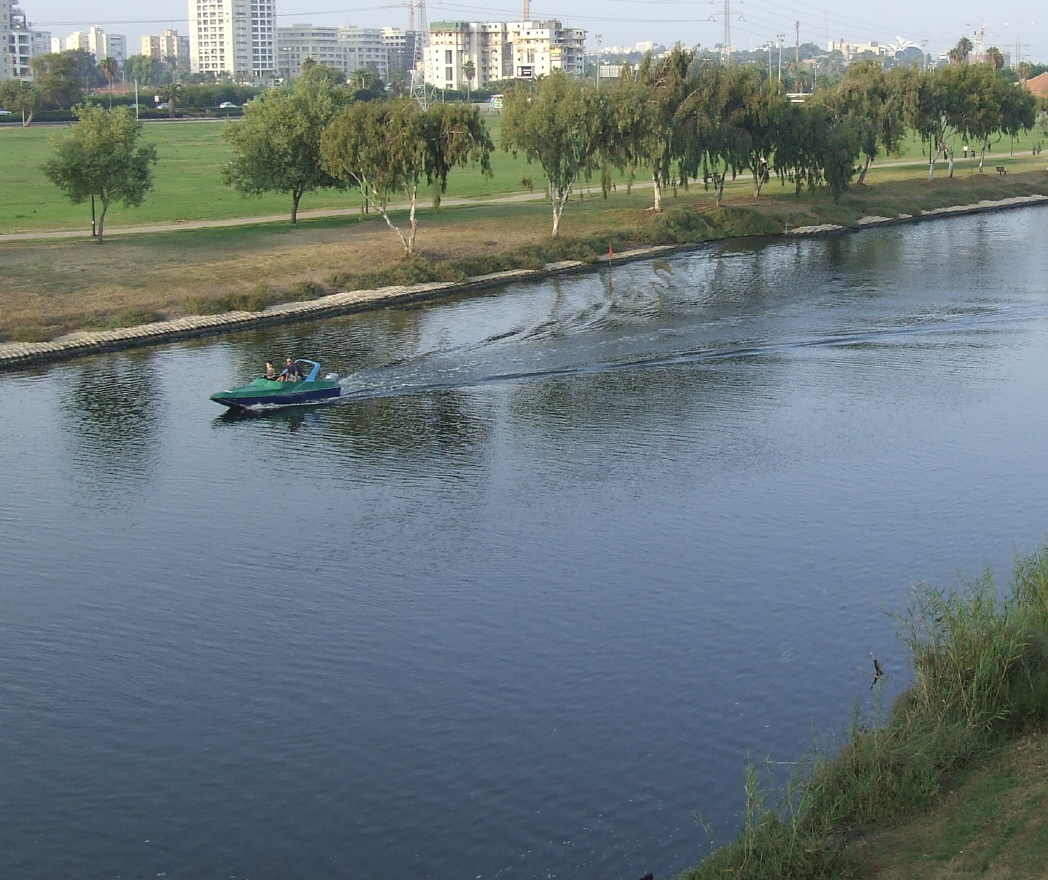
rio Jarcom

32° 05′ 59,87″ N, 34° 46′ 40,13″ L
O rio Jarcom (em hebraico: Yarqon) é um curso de água no distrito central de Israel, que nasce perto da cidade de Petah Tiqwa e passa por Tel Aviv e desagua no mar Mediterrâneo. O rio e mencionado na bíblia: E Me-Jarcom, e Racom, com o termo defronte de Jafo (Josué 19:46). O rio Jarcom é o maior rio costeiro de Israel, com comprimento de 27,5 km. O rio Jarcom faz a barreira natural entre as duas regiões biogeográficas Sarom e Filisteia.